# Pierre Picavet
Pierre Picavet (Lilla, 24 gennaio 1892 – Tourcoing, 21 luglio 1973) è stato un ingegnere francese, mongolfierista durante la prima guerra mondiale.
È stato l'inventore del sistema di sospensione comunemente usato nella fotografia aerea che porta il suo nome..

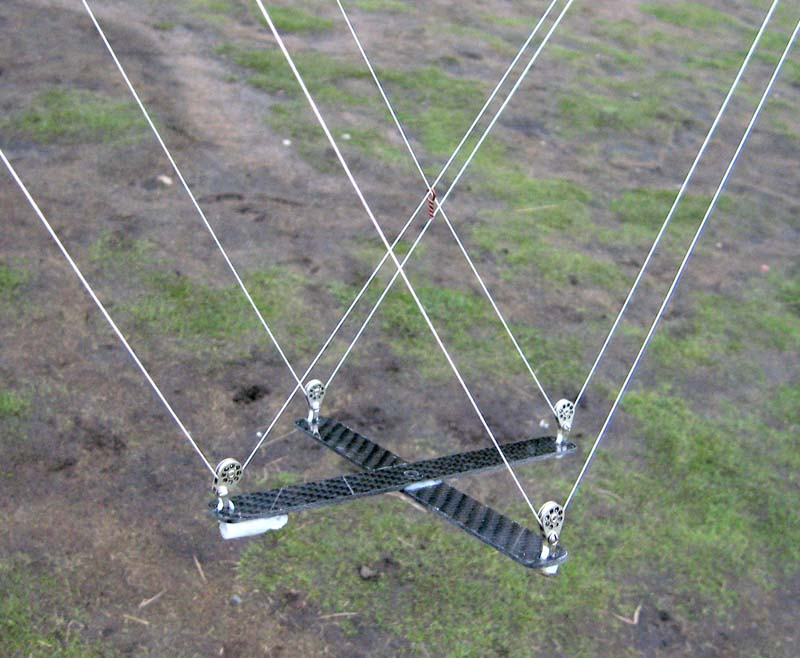
Il Picavet

## Biografia
Nel 1912 si laureò presso l'École centrale di Lilla . Dal 1911 iniziò a sperimentare diverse forme di aquiloni presso l'Aviator Club di Lilla, del quale nel 1912 fu segretario e vicepresidente. Nello stesso periodo fu anche corrispondente del mensile parigino Le cerf-volant, e del La Revue du cerf-volant.  Nel numero del novembre 1912 pubblicò un articolo con la descrizione di una nuova variante di sospensione del pendolo ellittica. Questo sistema, chiamato al giorno d'oggi "Picavet", è comunemente usato per realizzare foto aeree con l'aquilone.